# Gunter Schöbel

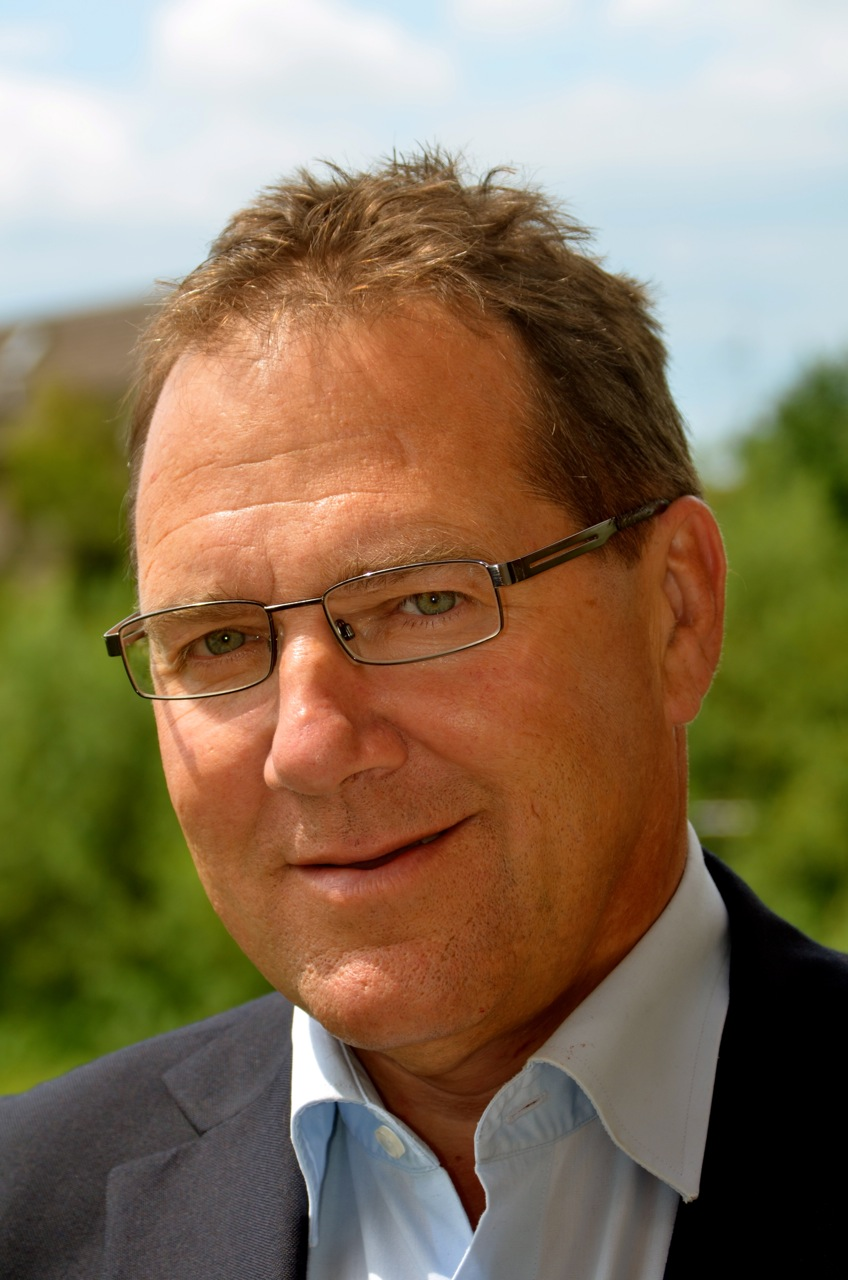
Gunter Schöbel 2013

Gunter Schöbel (* 15. Juli 1959 in Stuttgart) ist ein deutscher Prähistorischer Archäologe und Museumsdirektor.

## Leben
Gunter Schöbel wurde 1959 in Stuttgart geboren. Seit 1975 arbeitete er in der archäologischen Denkmalpflege von Baden-Württemberg. Von 1979 bis 1982 studierte er Ur- und Frühgeschichte mit den Nebenfächern Anthropologie und Geologie an der Eberhard-Karls-Universität Tübingen. Von 1982 bis 1989 setzte er sein Studium an der Albert-Ludwigs-Universität Freiburg mit den Nebenfächern Anthropologie, Geologie und Ethnologie fort, wo er 1989 mit dem Thema Die Spätbronzezeit am nordwestlichen Bodensee – Taucharchäologische Untersuchungen in Hagnau und Unteruhldingen promovierte. Gleichzeitig arbeitete er von 1982 bis 1990 als Taucharchäologe beim Landesdenkmalamt Baden-Württemberg.
Seit 1990 war Schöbel wissenschaftlicher Leiter des Pfahlbaumuseums Unteruhldingen mit dem Forschungsinstitut für Vor- und Frühgeschichte Unteruhldingen am Bodensee. 1994 wurde er zum Direktor des Pfahlbaumuseums Unteruhldingen berufen. 2010 habilitierte sich Schöbel an der Eberhard-Karls-Universität Tübingen mit dem Thema Genese, Stand und Perspektiven der Archäologischen Freilichtmuseen im Spannungsfeld von Wissenschaft und Öffentlichkeit zu Beginn des 21. Jahrhunderts in Deutschland/Europa, wo er als Privatdozent mit venia legendi für Ältere und Jüngere Urgeschichte und Archäologie des Mittelalters tätig war. Am 19. November 2013 wurde er aufgrund seiner hervorragenden Leistungen in Forschung und Lehre von der Eberhard-Karls-Universität Tübingen zum außerplanmäßigen Professor für das Fach Ur- und Frühgeschichte und Mittelalterliche Archäologie berufen.
Gunter Schöbel ist Gründungs- und Ex-Vorstandsmitglied (2003–2009) der 2001 gegründeten Vereinigung weltweiter archäologischer Freilichtmuseen und Experimenteller Archäologie (EXARC). Seit 2008 ist er erster Vorsitzender der Europäischen Vereinigung zur Förderung der Experimentellen Archäologie (EXAR), seit Oktober 2014 ist er stellvertretender Vorsitzender des West- und Süddeutschen Verband für Altertumsforschung (WSVA) und wurde 2022 zum Vizepräsidenten des Deutschen Verbandes für Archäologie gewählt. 2016 wurde er vom Deutschen Verband für Archäologie (DVA) für die Organisation der Fachgruppe Archäologie und Schule bestimmt, die sich zusammen mit den Bildungsgremien für eine Verbesserung des Schulunterrichts in den Bundesländern einsetzen soll.

## Leistungen
Gunter Schöbels wissenschaftliche Schwerpunkte liegen in der Archäologie der Jungsteinzeit und Bronzezeit, Archäologie der Pfahlbauten an den Seen und Mooren, Experimentelle Archäologie, Naturwissenschaftliche Untersuchungsmethoden der Archäologie, Archäologische Freilichtmuseen, Museologie, Museumskunde, Ausstellungsdidaktik, Museumspädagogik sowie der Forschungsgeschichte der Archäologie. Weiterhin war Gunter Schöbel Mitinitiator und wissenschaftlicher Berater des vierteiligen Living-History Dokumentarfilms Steinzeit – Das Experiment – Leben wie vor 5000 Jahren, der im Mai und Juni 2007 im Ersten gezeigt und von diversen TV- und Radio-Beiträgen sowie Sonderausstellungen in verschiedenen Museen begleitet wurde.
Seit 1990 hat Schöbel das bis dahin unter Verschluss gehaltene Archiv Hans Reinerths wissenschaftlich erschlossen und für die Forschung und insbesondere die Provenienzforschung geöffnet, wodurch zahlreiche, im Laufe des Zweiten Weltkriegs verschleppte Kulturgüter wieder an die Eigentümer zurückgeführt werden konnten. Dadurch konnten mehr als 700 Bücher an Bibliotheken in Kiew (Ukraine) und mehr als 10.000 neolithische Fundstücke an das Archäologische Nationalmuseum Athen zurückgegeben werden.

## Ehrungen und Auszeichnungen
Am 19. November 2013 wurde Schöbel von der Eberhard Karls Universität in Tübingen zum außerplanmäßigen Professor ernannt. Im Juni 2021 wurde Schöbel das Bundesverdienstkreuz am Bande verliehen, welches ihm aufgrund COVID-19-Pandemie-bedingter Verzögerungen schließlich am 29. März 2022 durch Ministerin Nicole Razavi überreicht wurde.

## Schriften
- Vereine in der Archäologie – top down oder bottom up? Der West- und Süddeutsche Altertumsverband (1900–2022), der Pfahlbauverein (1922–2022) und die Europäische Vereinigung zur Förderung der Experimentellen Archäologie (1990–2022) in Deutschland und Europa. In: Mitteilungen der Anthropologischen Gesellschaft in Wien (MAGW). Nr. 153, 2023, S. 189–210.
- Nachbildungen archäologischer Funde als Lehrmittel für Museen, Universitäten und den Schulunterricht in Deutschland in der Weimarer Zeit (1918-1933). In: Experimentelle Archäologie in Europa. Nr. 20, 2021, S. 143–167.
- Nationalsozialismus und Vor- und Frühgeschichte – eine unveröffentlichte Zeugenbefragung. In: S. Kahlow, J. Schachtmann u. a. (Hrsg.): Grenzen überwinden. Festschrift Uta Halle (= Internationale Archäologie – Studia honoria. Nr. 40). Rahden/Westfalen, 2021, S. 195–212.
- Regionale und zentrale Ausstellungen in Baden und Württemberg während der Weimarer Republik und im Nationalsozialismus. In: TÜVA Mitteilungen, Tübinger Verein zur Förderung der Ur- und Frühgeschichtlichen Archäologie. Band 18, 2021, S. 45–57.
- Weichenstellerinnen – ein Blick hinter die Kulissen der Fachdisziplin Vorgeschichte zwischen 1918 – 1939. In: Prähistorische Zeitschrift. 2021, S. 1–18.
- Vermittlung und Rezeption von Experimenteller Archäologie am Beispiel der Veranstaltungsreihe „Experimentelle Archäologie aus Europa – Wissen erlebbar gemacht“. In: Experimentelle Archäologie in Europa. Bilanz. Band 18. Unteruhldingen 2019, S. 215–224.
- Experimentelle Archäologie in Europa: State of the Art 2019. In: Experimentelle Archäologie in Europa. Band 18. Unteruhldingen 2019, S. 201–214.
- Uhldingen-Mühlhofen. Chronik und Geschichte. Markdorf 2018. Pfahlbaumuseum, Markdorf 2018, ISBN 978-3-944255-12-5.
- Archäologie und Schule - Historische Entwicklung und gegenwärtige Herausforderungen. In: Blickpunkt Archäologie 4. 2017, S. 238–244.
- Rezension zu Jodi Reeves Flores/Roeland Paardekooper (Hrsg.), Experiments Past. Histories of Experimental Archaeology. In: Germania. Nr. 94, 2016, S. 445–451.
- Regionale und zentrale Ausstellungen in Baden-Württemberg während der Weimarer Republik und im Nationalsozialismus. In: Plattform, Jahrbuch des Vereins für Pfahlbau- und Heimatkunde e.V. Band 23/24. Pfahlbaumuseum, 2014, ISSN 0942-685X, S. 49–71.
- Hans Reinerth, Seine Forschungen und Grabungen zum Neolithikum in Thessalien. In: Eva Alram-Stern, Angelika Dousougli-Zachos (Hrsg.): Die deutschen Ausgrabungen 1941 auf der Visviki Magula/Velestino. Die neolithischen Befunde und Funde (= Beiträge zur ur- und frühgeschichtlichen Archäologie des Mittelmeer-Kulturraumes). Band 36. Habelt, Bonn 2015, S. 17–49.
- Indogermanen und Rassenwahn. Die NS-Geschichtsforschung als Legitimationsfach. In: Ernst Seidl (Hrsg.): Forschung Lehre Unrecht Die Universität Tübingen im Nationalsozialismus (= Schriften des Museums der Universität Tübingen MUT). Band 9. Gulde Druck, Tübingen 2015, ISBN 978-3-9816616-5-1, S. 114–125.
- Frühe taucharchäologische Untersuchungen im Verband der Deutschen Sporttaucher. Ein Rückblick auf die 1950er Jahre. In: Skyllis. Nr. 14, 2014, S. 180–191.
- Experimentelle Archäologie und der Dialog mit dem Besucher – eine methodische Annäherung. In: Experimentelle Archäologie in Europa. Bilanz 2013. Unteruhldingen 2013, S. 160–170.
- Zusammen mit Dirk Mahsarski: Von Gustaf Kossina zur NS-Archäologie. In: Focke Museum, Bremer Landesmuseum für Kunst und Kulturgeschichte (Hrsg.): Graben für Germanien – Archäologie unterm Hakenkreuz. Theiss, Stuttgart 2013, S. 31–36.
- Zusammen mit Dirk Mahsarski: Archäologen im besetzten Osteuropa. In: Focke Museum, Bremer Landesmuseum für Kunst und Kulturgeschichte (Hrsg.): Graben für Germanien – Archäologie unterm Hakenkreuz. Theiss, Stuttgart 2013, S. 140–146.
- Die Einflussnahme des „Amtes Rosenberg“ auf die Rheinprovinz. In: J. Kunow, Th. Otten, J. Bemmann (Hrsg.): Archäologie und Bodendenkmalpflege in der Rheinprovinz 1920–1945. Tagung Forum Vogelsang, Schleiden, 14.–16. Mai 2012 (= Mat. Bodendenkmalpfl. Rheinland). Band 24. Treis-Karden 2013, S. 77–96.
- Museum exhibitions, open-air museums and hands-on archaeology. In: Francesco Menotti, Aidan O’Sullivan (Hrsg.): The Oxford Handbook of Wetland Archaeology. Nr. 1. Oxford University Press, Oxford 2013, ISBN 978-0-19-957349-3.
- Versunkenes Welterbe sichtbar machen. In: Plattform, Zeitschrift des Vereins für Pfahlbau- und Heimatkunde e.V. Ausgabe 20/21 (2012/2013), 2014, S. 4–19.
- Zur Vor- und Frühgeschichte des Linzgaus. In: Jakobus Kaffanke, Frieder Kammerer, Fredy Meyer (Hrsg.): Alte Burg und Ort der Stille: 1000 Jahre Ramsberg im Linzgau. Gmeiner, Meßkirch 2012, ISBN 978-3-8392-1333-9, S. 22–38.
- zusammen mit Matthias Baumhauer: Einleitung; Bronzezeit, Uhldingen-Mühlhofen: Die prähistorischen Pfahlbauten „Stollenwiesen“; Uhldingen-Mühlhofen: Die Kirche Sankt Martin in Seefelden; Uhldingen-Mühlhofen: Das Pfahlbaumuseum Unteruhldingen. In: Der nördliche Bodenseeraum: Ausflugsziele zwischen Rhein und Donau. Theiss, Stuttgart 2012, ISBN 978-3-8062-2643-0, S. 16–23, 75–86, 239–242, 242–244, 310–312.
- Das Hornstaad-Haus – Ein archäologisches Langzeitexperiment, Zwischenbericht 2010 – 2011. In: Europäische Vereinigung zur Förderung der Experimentellen Archäologie e.V. (Hrsg.): Experimentelle Archäologie in Europa Bilanz 2011. Isensee, Oldenburg 2011, ISBN 978-3-89995-794-5, S. 138–142.
- Entstehung und Situation der archäologischen Freilichtmuseen in Europa – ein Überblick. In: Dachverband Archäologischer Studierendenvertretungen [DASV] e.V. (Hrsg.): Vermittlung von Vergangenheit: gelebte Geschichte als Dialog von Wissenschaft, Darstellung und Rezeption; Tagung vom 3. – 5. Juli 2009 in Bonn. Greiner, Weinstadt 2011, ISBN 978-3-86705-042-5, S. 21–34.
- Von der Steinzeitsiedlung zum Fürstengrabhügel – herausragende archäologische Forschungen der 1920er und 1930er Jahre am Federsee und an der Heuneburg in Südwestdeutschland. In: Glauberg-Forschungen: Fundberichte aus Hessen – Beiheft. Nr. 7. Habelt, Bonn 2011, ISBN 978-3-7749-3729-1, S. 75–120.
- Lost and Found, Kriegsverlagerte Funde aus der Ukraine und Polen. In: Archäologisches Nachrichtenblatt. Nr. 16, 2011, ISSN 0948-8359, S. 105–110.
- zusammen mit Joachim Köninger: Hauptort auf Tausenden von Pfählen. In: Pfahlbauten, Verborgene Schätze in Seen und Mooren, Kulturgeschichte Baden-Württemberg. Staatsanzeiger für Baden-Württemberg, Stuttgart 2011, ISBN 978-3-929981-89-6.
- „Schwäbisches Troja“ entdeckt: Die Wasserburg Buchau. In: Pfahlbauten, Verborgene Schätze in Seen und Mooren, Kulturgeschichte Baden-Württemberg. Staatsanzeiger für Baden-Württemberg, Stuttgart 2011, ISBN 978-3-929981-89-6, S. 60–61.
- Ein Besuch bei Uhldi. Das Pfahlbaumuseum Unteruhldingen. In: Pfahlbauten, Verborgene Schätze in Seen und Mooren, Kulturgeschichte Baden-Württemberg. Staatsanzeiger für Baden-Württemberg, Stuttgart 2011, ISBN 978-3-929981-89-6, S. 84–85.
- Die Bronzezeit am Bodensee. In: Plattform, Zeitschrift des Vereins für Pfahlbau- und Heimatkunde e.V. Nr. 19/20 (2010/2011), 2012, ISBN 978-3-9813625-9-6, ISSN 0942-685X, S. 17–23.
- Das Hornstaadhaus – ein archäologisches Langzeitexperiment. In: Plattform, Zeitschrift des Vereins für Pfahlbau- und Heimatkunde e.V. Nr. 19/20 (2010/2011), 2012, ISBN 978-3-9813625-9-6, ISSN 0942-685X, S. 82–83.
- zusammen mit Joachim Könninger: Bronzezeitliche Fundstellen zwischen Bodensee und Oberschwaben. In: Irenäus Matuschik, u. a. (Hrsg.): Vernetzungen. Aspekte Siedlungsarchäologischer Forschung. Festschrift für Helmut Schlichtherle zum 60. Geburtstag. Lavori, Freiburg, Br. 2010, ISBN 978-3-935737-13-5, S. 385–438.
- Unteruhldingen bis Groß Raden – Konzepte zur Rekonstruktion ur- und frühgeschichtlicher Denkmäler im 20. Jahrhundert. In: Tübinger Verein zur Förderung der Ur- und Frühgeschichtlichen Archäologie (Hrsg.): TÜVA Mitteilungen. Nr. 11, 2010, ISSN 1436-9362, S. 43–66.
- Genese, Stand und Perspektiven der Archäologischen Freilichtmuseen im Spannungsfeld von Wissenschaft und Öffentlichkeit zu Beginn des 21. Jahrhunderts in Deutschland/Europa. Eberhard Karls Universität, Tübingen 2010 (Habilitationsschrift).
- Das Hornstaadhaus – Ein archäologisches Langzeitexperiment 1996- ? In: Europäische Vereinigung zur Förderung der Experimentellen Archäologie e.V. (Hrsg.): Experimentelle Archäologie in Europa Bilanz 2010. Nr. 9. Isensee, Oldenburg 2010, ISBN 978-3-89995-739-6, S. 85–104.
- zusammen mit M. Baumhauer: H8 – Living History – Acht Länder präsentieren „Lebendige Geschichte“. In: Plattform, Zeitschrift des Vereins für Pfahlbau- und Heimatkunde e.V. Nr. 17/18, 2010, ISBN 978-3-9813625-2-7, ISSN 0942-685X, S. 4–13.
- zusammen mit M. Baumhauer: Experimentelle Archäologen tagen am Bodensee. In: Plattform, Zeitschrift des Vereins für Pfahlbau- und Heimatkunde e.V. Nr. 17/18, 2010, ISBN 978-3-9813625-2-7, ISSN 0942-685X, S. 57–59.
- Geschichte aus dem Papierkorb zu einem ungewöhnlichen Bilderfund. In: Plattform, Zeitschrift des Vereins für Pfahlbau- und Heimatkunde e.V. Nr. 17/18, 2010, ISBN 978-3-9813625-2-7, ISSN 0942-685X, S. 60–86.
- Archäologische Museen in Deutschland – Traditionen, Situationen und Herausforderungen. In: Archäologisches Nachrichtenblatt. Nr. 15, 2010, ISSN 0948-8359, S. 02–215.
- Gunter Schöbel: Preface, Greetings, Events in Archaeological Open Air Museums. In: Living history in archaeological open air museums. Pfahlbaumuseum, Unteruhldingen 2010, ISBN 978-3-9813625-3-4, S. 3–12.
- The end of the lake-dwelling settlements of the north-western alps. In: Dipartimento di Scienze Storiche Archeologiche e Antropologiche dell'Antichità, Università degli Studi di Roma La Sapienza (Hrsg.): Scienze dell'antichità: storia archeologia antropologia. Nr. 15, 2009, ISBN 978-88-7140-440-0, ISSN 1123-5713, S. 596–619.
- Führer durch das Museum / Pfahlbau-Museum Unteruhldingen, Bodensee. In: Pfahlbaumuseum (Hrsg.): Schriftenreihe des Pfahlbaumuseums Unteruhldingen. Band 1. Unteruhldingen 2009.
- Was Sie schon immer über das Leben der Pfahlbauer wissen wollten …: 50 Antworten auf die häufigsten Besucherfragen im Pfahlbaumuseum Unteruhldingen; das Delphi-Projekt: Haus der Fragen … In: Pfahlbaumuseum (Hrsg.): Schriftenreihe des Pfahlbaumuseums Unteruhldingen. Band 7. Unteruhldingen 2008.
- Aus dem Steinzeit-Tagebuch …: Ausstellung zur Fernsehdokumentation „Steinzeit – das Experiment“, Leben wie vor 5000 Jahren in den Pfahlbauten Unteruhldingen / SWR … In: Pfahlbaumuseum (Hrsg.): Schriftenreihe des Pfahlbaumuseums Unteruhldingen. Band 8. Unteruhldingen 2007.
- Uhldinger Zeitweg …: 10.000 Jahre Geschichte rund um Unteruhldingen. In: Pfahlbaumuseum (Hrsg.): Schriftenreihe des Pfahlbaumuseums Unteruhldingen. Band 6. Unteruhldingen 2005.
- Das war der Anfang: Texte einer Sonderausstellung zum 75-jährigen Jubiläum des Vereins für Pfahlbau- und Heimatkunde e.V. In: Pfahlbaumuseum (Hrsg.): Schriftenreihe des Pfahlbaumuseums Unteruhldingen. Band 5. Unteruhldingen 1997.
- Die Spätbronzezeit am nordwestlichen Bodensee – Taucharchäologische Untersuchungen in Hagnau und Unteruhldingen 1982–1989 (= Siedlungsarchäologie im Alpenvorland IV). Theiss, Stuttgart 1996, ISBN 3-8062-1096-9 (Promotionsschrift).

Herausgeberschaften
- Experimentelle Archäologie in Europa. 2010, ISSN 1214-9551.
- Plattform. Vereinszeitschrift des Vereins für Pfahlbau und Heimatkunde e.V. Pfahlbaumuseum, 1992, ISSN 0942-685X (und Folgejahre).
- Wer macht Geschichte? Pfahlbaumuseum, Unteruhldingen 2012, ISBN 978-3-9813625-6-5.
- The legacy of the pile dwellers – Fascination world heritage Pfahlbaumuseum Unteruhldingen. Pfahlbaumuseum, Unteruhldingen 2012, ISBN 978-3-944255-00-2.
- Das Erbe der Pfahlbauer – Faszination Weltkulturerbe. Pfahlbaumuseum, Unteruhldingen 2012, ISBN 978-3-9813625-8-9.
- Living history in archaeological open air museums. Pfahlbaumuseum, Unteruhldingen 2010, ISBN 978-3-9813625-3-4.
- LiveARCH workshop report. Pfahlbaumuseum, Unteruhldingen 2010, ISBN 978-3-9813625-1-0.
- EuroREA (re)construction and experiment in archaeology, European platform. ISSN 1214-9551.